# Rudolf von Beckerath
Pour les articles homonymes, voir Von Beckerath.
Rudolf von Beckerath, né à Munich le 19 février 1907 et mort à Hambourg le 22 novembre 1976, est un facteur d’orgue allemand.

## Biographie
Ses parents, le père est peintre, la mère pianiste, déménagent à Hambourg l’année de sa naissance. Il se destine d’abord à l’ingénierie lorsqu’il découvre les orgues d’Arp Schnitger. Il décide alors de devenir facteur d’orgue. Il s’y prépare par des études en ébénisterie et en construisant un petit orgue de maison.
En 1929, il entre comme apprenti chez Victor Gonzalez à Châtillon, près de Paris, alors qu’on y construisait encore des orgues à traction mécanique.
En 1931, il se rend au Danemark pour travailler comme harmoniste chez Frobenius & Co. à Lingby près de Copenhague. Il participe à la construction du grand orgue de Notre-Dame de Copenhague. Après quelques mois, il retourne à Châtillon pour devenir directeur de la firme Gonzalez dont il améliore les méthodes de production. Parallèlement, il travaille sur d’autres projets comme consultant.
En 1936, les événements politiques en Allemagne l’obligent à rompre son contrat et à rentrer dans son pays où il travaille à son compte comme conseiller en facture d’orgue ; entre autres, il est responsable de la conception et de l’harmonisation de l’orgue de la Christuskirche (Hamburg-Othmarschen) construit par la firme Sauer.
En novembre 1938, il devient expert en orgues et cloches pour le Ministère des Affaires religieuses. Déménagé à Berlin, il est enrôlé dans la Wehrmacht en 1941. Fait prisonnier par les Américains en 1945, il est libéré en 1946 et retourne vivre dans sa famille à Munich où il travaille sur l’orgue de la chapelle de la Résidence de Munich.
En 1949, von Beckerath fonde enfin sa propre firme de facture d’orgue. Son premier instrument important, entièrement mécanique (59 jeux, 4 claviers), est construit pour la Musikhalle de Hambourg. Cherchant à tout produire lui-même, sans recourir à des ateliers spécialisés, en tuyauterie par exemple, il commence à fabriquer ses propres jeux à anches basés sur son expérience française.
L’atelier connaît une forte expansion et en 1956, il peut fabriquer sur place tous ses jeux à bouche.
La même année, il obtient un contrat pour construire un grand orgue mécanique à Cleveland (Ohio) de 44 jeux et 4 claviers et pédalier de style néo-baroque allemand, une première sur ce continent. Cet instrument est considéré par beaucoup comme une étape importante du retour à la facture classique en Amérique.
À la suite du succès de cet instrument, Beckerath obtiendra les contrats pour trois orgues à Montréal (Québec), dont son magnum opus, l’orgue de l’Oratoire Saint-Joseph du Mont-Royal : 78 jeux, 5 811 tuyaux, 5 claviers et pédalier, traction des claviers entièrement mécanique, tirage des jeux électrique.
Présentement, il y a des orgues von Beckerath en Australie, en Croatie, en Afrique du Sud, en France (2 instruments posthumes et 1 datant de 1959 racheté en 2018 à une communauté Luthérienne de Düsseldorf par la paroisse catholique Notre Dame de Lourdes des Pavillons sous Bois), au Japon, en Pologne, en Inde et en Russie, en plus de l’Allemagne, du Canada et des États-Unis.
Parallèlement à la construction d’instruments neufs, Rudolf von Beckerath s’est adonné à la restauration d’instruments historiques, dont les célèbres Arp Schnitger de Steinkirchen (St-Martin et Nicolas), Cappel (St-Pierre et Paul) et Mariana au Brésil.

### Quelques instruments remarquables
- Trinity Lutheran Church, Cleveland, Ohio Premier Beckerath installé en Amérique.
- Orgues du Québec Mountain Side United Church, le premier instrument de Beckerath à Montréal, installé dans la Queen Mary Road United Church de Hampstead en 1959 à l’initiative de Kenneth Gilbert, son premier titulaire. Déménagé et restauré en 1994 par Hellmuth Wolff.
- Orgues du Québec Oratoire St-Joseph du Mont-Royal (Montréal), l’orgue le plus important de Beckerath, construit en 1960 sous l’impulsion de Raymond Daveluy, son premier titulaire; restauré de 2011à 2012 par les ateliers Juget-Sinclair.
- Orgues du Québec Église de l’Immaculée-Conception, Montréal, construit en 1961 à l’instigation de Gaston Arel, son premier titulaire. Restauré en 2018.
- St Paul Cathedral, Pittsburgh 1962, 4 claviers, 67 jeux. Restauré récemment.
- Orgues des États-Unis Le grand orgue Beckerath de la cathédrale St. Paul de Pittsburgh en Pennsylvanie.

### Exemples sonores
- YouTube portrait du maître et de son œuvre.
- YouTube Paul Jacobs joue la Fantaisie en sol mineur BWV 542 de JSB à l'orgue Beckerath de la cathédrale St-Paul de Pittsburgh.
- YouTube Raymond Daveluy, titulaire, explique et démontre les caractéristiques du grand Beckerath de l'Oratoire St-Joseph de Montréal, 1re partie.
- YouTube Raymond Daveluy, titulaire, explique et démontre les caractéristiques du grand Beckerath de l'Oratoire St-Joseph de Montréal, 2e partie.
- YouTube Vincent Boucher joue le Praeludium en sol mineur de Dietrich Buxtehude, sur le grand Beckerath restauté (2012) de l'Oratoire St-Joseph de Montréal.

### Témoignages
- Mixtures no 13 Rudolph von Beckerath (1907-1976), par Christoph Linde, première partie d'une conférence prononcée le dimanche 22 août 1999  dans le cadre du congrès annuel de la Organ Historical Society.
- Mixtures no 14 Rudolph von Beckerath (1907-1976), par Christoph Linde, deuxième partie.
- Mixtures no 20 Rudolf von Beckerath / Charles Letestu, un tandem unique dans le monde de l’orgue, par Hellmuth Wolff (avril 2004).
- Mixtures no 30 Rudolf von Beckerath - Une célébration de son centenaire à Brême, par Hellmuth Wolff (mai 2009), p. 5-7.